# Ústřední autobusové nádraží Jeruzalém
Ústřední autobusové nádraží Jeruzalém (hebrejsky התחנה המרכזית של ירושלים‎) je hlavní autobusové nádraží v Jeruzalémě a jedno z nejrušnějších autobusových nádraží v celém Izraeli. Nádraží se nachází na Jaffské ulici nedaleko vjezdu do města a obsluhuje meziměstské linky společností Egged, Superbus a Dan Bus Company. Městské autobusy a tramvaje mají zastávky na Jaffské ulici a na bulváru Zalmana Šazara, přičemž se na tyto zastávky dá dostat přes podchod pro pěší. Vchod do podzemní železniční stanice Jerušalajim Jicchak Navon, kterou provozují Izraelské dráhy, se nachází naproti zastávce tramvaje před nádražím.

## Historie
Od roku 1932 se Ústřední autobusové nádraží Jeruzalém nacházelo v centru Jeruzaléma na Jaffské ulici, východně od ulice Krále Jiřího. Nachází se zde také budova akvária.
V 60. letech 20. století byla postavena náhradní budova nádraží. Stará budova nádraží byla dlouhá a jednopatrová budova, za níž se nacházelo autobusové depo pod širým nebem.

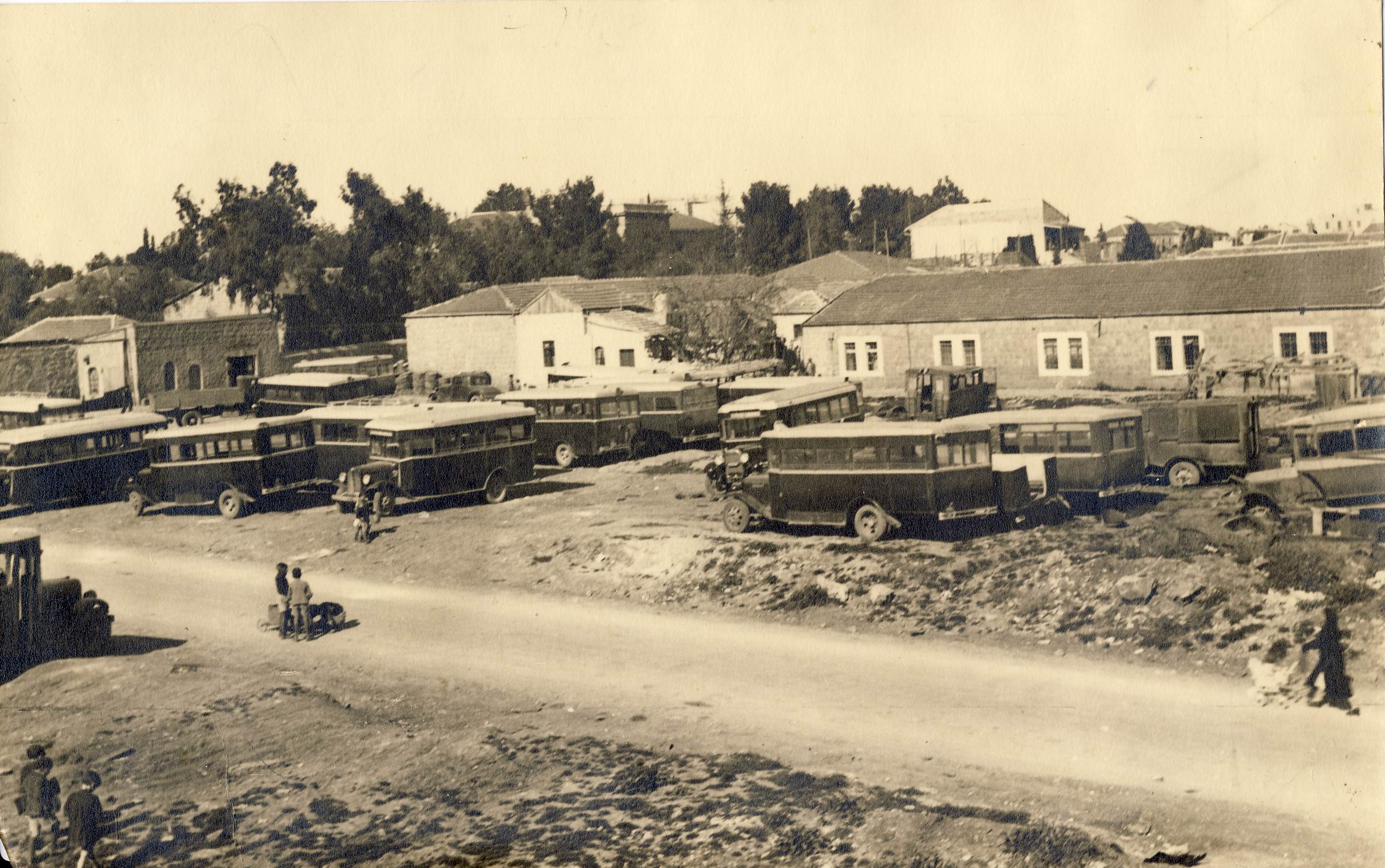
Autobusy v 30. letech 20. století

Moderní autobusové nádraží bylo otevřeno v září 2001 na místě, kde bylo původní nádraží. Během výstavby nového autobusové nádraží byl veškerý provoz přesunut na Jaffskou ulici, kde byla později vybudována zastávka tramvaje Ha-turim.

## Seznam nástupišť
| Číslo nástupiště      | Linky | Cílové místo                                       |
| --------------------- | --- | -------------------------------------------------- |
| 1                     | |                                                    |
| 2                     | 187, 420 | Har Adar, Bejt Šemeš                               |
| 3                     | 415, 416 | Bejt Šemeš                                         |
| 4                     | 444, 445, 486, 487 | Mrtvé moře a Ejlat                                 |
| 5                     | 941, 943, 946, 949 | Samařsko                                           |
| 6                     | 380, 381, 382, 383, 440 | Jižní Judea                                        |
| 7                     | 443, 446, 460 | Netivot, Beer Ševa, Kirjat Gat                     |
| 8                     | 470 | Beer Ševa                                          |
| 9                     | 436, 437 | Aškelon                                            |
| 10                    | 438, 448 | Ašdod                                              |
| 11                    | 404, 406, 408, 456, | Cholon, Lod,                                       |
| 12                    | 403, 431, 432, 433 | Rišon le-Cijon, Ramla                              |
| 13                    | 434, 435, 439, 447 | Rechovot, Javne                                    |
| 14                    | 405 | Tel Aviv                                           |
| 15                    | 431, 432, 433, 456, 480 | Rišon le-Cijon, Tel Aviv                           |
| 16                    | 480 | Tel Aviv                                           |
| 17                    | 947, 950 | Haifa                                              |
| 18                    | 930, 942, 944, 947, 950 | Haifa, Netanja, Hadera, Herzlija                   |
| 19                    | 940, 960 | Haifa                                              |
| 20                    | 953, 959, 962, 963 | Afula, Tiberias, Kirjat Šmona                      |
| 21                    | 955, 961, 966, 968 | Nof ha-Galil, Bejt Še'an, Kacrin, Karmiel          |
| 22                    | 400, 401, 425, 427 | Bnej Brak, Petach Tikva                            |
| 53                    | 277, 402, 407, 417, 426, 492, 494, 952, 982, 996, 997, 999 | Různá místa v Izraeli, převážně na ortodoxní místa |
| 54, Městské linky     | 127, 129, 130, 131, 132, 133, 134, 135, 137, 151, 154, 155, 156, 157, 158, 173, 174, 175, 176, 177, 178                                                                  | Mevaseret Cijon, Giv'at Ze'ev, Ma'ale Adumim       |
| 54, Meziměstské linky | 140, 141, 142, 143, 144, 147, 148, 180, 181, 183, 185, 186, 188, 189, 192, 194, 195, 361, 362, 364, 365, 366, 367, 369, 453, 461, 462, 463, 464, 465, 466, 467, 468, 469 | Různá místa v Izraeli                              |